# 청송군수
청송군수는 경상북도 청송군의 군수이다.

## 관선(1948~1995)
| 대수 | 군수   | 임기                             | 비고 |
| ---- | ------ | -------------------------------- | ---- |
| 초   | 이신호 | 1948년 8월 15일~1949년 3월 2일   |      |
| 2    | 김종만 | 1949년 3월 3일~1949년 3월 30일   |      |
| 3    | 권동철 | 1949년 4월 1일~1950년 9월 23일   |      |
| 4    | 이광소 | 1950년 9월 24일~1950년 11월 29일 |      |
| 5    | 유석영 | 1951년 11월 30일~1952년 9월 13일 |      |
| 6    | 유시수 | 1952년 9월 14일~1953년 8월 24일  |      |
| 7    | 장기용 | 1953년 8월 25일~1953년 12월 23일 |      |
| 8    | 남문희 | 1953년 12월 24일~1955년 8월 29일 |      |
| 9    | 안영호 | 1955년 8월 30일~1954년 1월 9일   |      |
| 10   | 이병학 | 1957년 1월 10일~1958년 3월 3일   |      |
| 11   | 박봉근 | 1958년 3월 4일~1960년 5월 12일   |      |
| 12   | 신명균 | 1960년 5월 13일~1960년 11월 11일 |      |
| 13   | 이상목 | 1960년 11월 12일~1961년 4월 2일  |      |
| 14   | 권태용 | 1961년 4월 3일~1962년 1월 15일   |      |
| 15   | 배태민 | 1962년 1월 16일~1962년 11월 22일 |      |
| 16   | 박재복 | 1962년 11월 23일~1964년 4월 9일  |      |
| 17   | 최규연 | 1964년 4월 10일~1965년 1월 17일  |      |
| 18   | 김정록 | 1965년 1월 18일~1967년 3월 19일  |      |
| 19   | 김영규 | 1967년 3월 20일~1969년 4월 19일  |      |
| 20   | 김정달 | 1969년 4월 20일~1970년 3월 2일   |      |
| 21   | 이만술 | 1970년 3월 3일~1970년 12월 27일  |      |
| 22   | 한정석 | 1970년 12월 28일~1971년 8월 20일 |      |
| 23   | 우병운 | 1971년 8월 21일~1972년 8월 1일   |      |
| 24   | 서정훈 | 1972년 8월 2일~1974년 2월 8일    |      |
| 25   | 현태진 | 1974년 2월 9일~1975년 9월 3일    |      |
| 26   | 이충락 | 1975년 9월 4일~1978년 7월 31일   |      |
| 27   | 이석우 | 1978년 8월 1일~1979년 5월 13일   |      |
| 28   | 김봉구 | 1979년 5월 14일~1980년 8월 9일   |      |
| 29   | 이정우 | 1980년 8월 10일~1981년 7월 5일   |      |
| 30   | 김재완 | 1981년 7월 6일~1982년 8월 4일    |      |
| 31   | 박병련 | 1982년 8월 5일~1983년 12월 26일  |      |
| 32   | 박희삼 | 1983년 12월 27일~1985년 9월 2일  |      |
| 33   | 박상홍 | 1985년 9월 2일~1986년 12월 24일  |      |
| 34   | 남봉우 | 1986년 12월 25일~1988년 2월 17일 |      |
| 35   | 위성소 | 1988년 2월 18일~1989년 4월 12일  |      |
| 36   | 정홍교 | 1989년 4월 13일~1991년 1월 13일  |      |
| 37   | 이숙현 | 1991년 1월 14일~1993년 3월 30일  |      |
| 38   | 남유진 | 1993년 3월 31일~1994년 4월 29일  |      |
| 39   | 조창현 | 1994년 4월 30일~1995년 6월 30일  |      |

## 민선(1995~)
| 대수     | 군수   | 임기                              | 비고                             |
| -------- | ------ | --------------------------------- | -------------------------------- |
| 40       | 안의종 | 1995년 7월 1일~1998년 6월 30일    | 민선1기                          |
| 41       | 안의종 | 1998년 7월 1일~2000년 4월 25일    | 민선2기. 재선                    |
| 42       | 박종갑 | 2000년 6월 9일~2002년 6월 30일    | 민선2기. 2000년 재보궐 선거 당선 |
| 43       | 배대윤 | 2002년 7월 1일~2006년 6월 30일    | 민선3기                          |
| 44       | 윤경희 | 2006년 7월 1일~2007년 9월 6일     | 민선4기                          |
| 직무대리 | 오창민 | 2006년 11월 21일~2007년 12월 19일 |                                  |
| 45       | 한동수 | 2007년 12월 20일~2010년 6월 30일  | 민선4기. 2007년 재보궐 선거 당선 |
| 46       | 한동수 | 2010년 7월 1일~2014년 6월 30일    | 민선5기. 재선                    |
| 45       | 한동수 | 2014년 7월 1일~2018년 6월 30일    | 민선6기. 3선                     |
| 48       | 윤경희 | 2018년 7월 1일~2022년 6월 30일    | 민선7기. 재선(※제44대 청송군수)  |
| 49       | 윤경희 | 2022년 7월 1일~                   | 민선8기. 3선                     |

## 같이 보기
- 청송군수 선거